# Carlos Zambrano
Carlos Augusto Zambrano Ochandarte (Callao, 1989. július 10. –) válogatott perui labdarúgó.

## Pályafutása

### Klubcsapatban
2000-ben az AD Cantolao korosztályos csapatában kezdte a labdarúgást. 2006-ban innen igazolt a német Schalke 04 korosztályos együtteséhez, ahol 2008-ban mutatkozott be az első csapatban. 2010 és 2012 között a német FC St. Pauli, 2012 és 2016 között az Eintracht Frankfurt labdarúgója volt. 2016 és 2018 között az orosz Rubin Kazany játékosa volt és 2017-ben kölcsönben a görög PAÓK csapatában játszott. 2018–19-ben az ukrán Dinamo Kijiv igazolta le, de kölcsönben a svájci FC Basel együttesében szerepelt. 2020-ban visszatért Dél-Amerikába. 2020 és 2022 között az argentin Boca Juniors labdarúgója volt. 2023 óta az Alianza Lima játékosa.

### A válogatottban
2008 óta 72 alkalommal szerepelt a perui válogatottban és négy gólt szerzett.